# International Classification of Functioning, Disability and Health
Die International Classification of Functioning, Disability and Health (ICF) ist eine Klassifikation von der Weltgesundheitsorganisation, die erstmals 2001 erstellt und herausgegeben wurde. In deutscher Übersetzung liegt sie unter dem Titel Internationale Klassifikation der Funktionsfähigkeit, Behinderung und Gesundheit vor.

## Aufgabe
Ihr Zweck ist die Beschreibung des
- funktionalen Gesundheitszustandes,
- der Behinderung,
- der sozialen Beeinträchtigung sowie
- der relevanten Umweltfaktoren von Menschen.

Diese spezifische Zielsetzung der Klassifikation wird in den Teilklassifikationen „Körperfunktionen und Körperstrukturen“, „Aktivitäten und gesellschaftliche Teilhabe“ sowie „Kontextfaktoren“ (Umwelt- wie auch Personenfaktoren) konkretisiert und messbar gemacht (operationalisiert).

## Anwendung
Mit Hilfe der ICF kann die aktuelle Funktionsfähigkeit jedes Menschen (oder ihre Beeinträchtigung) beschrieben und klassifiziert werden. Beschrieben werden der Gesundheitszustand und die mit dem Gesundheitszustand verbundenen Zustände.
Die ICF „klassifiziert nicht Personen“; die Beschreibung einer Behinderung bezieht sich explizit sowohl auf den Körper einer Person als auch auf die spezifische Situation, z. B. einen bestimmten Arbeitsplatz, den aktuellen Wohnort oder die häusliche Umgebung, wo die funktionalen Behinderungen einer Person sichtbar werden.
Entgegen einem weitverbreiteten Missverständnis ist die ICF nicht nur auf Menschen mit Behinderung anwendbar. Sie kann vielmehr auf jede Person angewendet werden. Die ICF deckt jedoch keine Umstände ab, die nicht mit der Gesundheit in Verbindung stehen. Besteht eine Beeinträchtigung der Partizipation (Teilhabe) aus anderen Gründen, z. B. der Geschlechtszugehörigkeit, sozioökonomischen oder ethnischen Gründen, ist die ICF nicht anwendbar.
Die ICF wird als eine Klassifikation betrachtet, die in allen Gesellschaften und Kulturen gleichermaßen anwendbar ist. Dieser Anspruch wurde bereits in der Erarbeitungsphase problematisiert. Eine breit angelegte, vom Österreichischen Wissenschaftsfonds FWF finanzierte 5-jährige Studie des Bildungswissenschaftlers Gottfried Biewer geht diesem Anspruch in drei gesellschaftlich und kulturell sehr unterschiedlichen Ländern nach. Eine Serie von mehreren mit gleichem Design durchgeführten Erhebungen in Österreich, Thailand und Äthiopien ließ Faktoren wie Armut und kulturell bestimmte Behinderungsvorstellungen ins Zentrum rücken, die sich über die Items der ICF nur begrenzt abbilden lassen.

## Aufbau der ICF
Die ICF ist in zwei Teile gegliedert, von denen jeder wiederum zwei Komponenten hat.

### 1. Funktionsfähigkeit und Behinderung
Beschrieben wird die Funktionsfähigkeit oder Behinderung in folgenden Bereichen:

#### Körper
Dieser Bereich bezieht sich auf den menschlichen Organismus als Ganzes, also auch auf das Gehirn und seine (geistigen und seelischen) Funktionen.
Es wird unterschieden zwischen:
- Körperfunktionen, d. h. die physiologischen Funktionen von Körpersystemen (einschließlich psychologischer Funktionen). Beschrieben wird die Veränderung physiologischer Strukturen (z. B. der Sehfähigkeit).
- Körperstrukturen, d. h. anatomische Teile des Körpers, wie Organe, Gliedmaßen und ihre Bestandteile. Beschrieben wird die Veränderung anatomischer Strukturen (z. B. am Auge).

Es kann jeweils eine funktionale und strukturelle Integrität oder eine Schädigung (Beeinträchtigung einer Körperfunktion oder -struktur, wie z. B. eine wesentliche Abweichung oder ein Verlust) beschrieben werden. Die Schädigungen werden hinsichtlich ihrer Abweichung von der Populationsnorm beschrieben (fünfstufige Skala von "nicht vorhanden" bis "voll ausgeprägt"). Eine Schädigung bezeichnet nicht notwendigerweise eine Krankheit, d. h. der Begriff ist weiter gefasst. Auch Ursache und Entwicklung der Schädigung werden hier nicht berücksichtigt.

#### Aktivitäten und Partizipation (Teilhabe)
Hier geht es um Aspekte der Funktionsfähigkeit (Leistungsfähigkeit) aus individueller und gesellschaftlicher Perspektive. Beschrieben werden das Vorhandensein oder die Abwesenheit von Beeinträchtigungen, die bei der Durchführung einer Aufgabe oder Handlung (Aktivität) oder dem Eingebundensein in eine Lebenssituation (Partizipation bzw. Teilhabe) erlebt werden. In der ICF werden folgende Bereiche beschrieben:
- Lernen und Wissensanwendung
- Allgemeine Aufgaben und Anforderungen
- Kommunikation
- Mobilität
- Selbstversorgung
- Häusliches Leben
- Interpersonelle Interaktion und Beziehungen
- Bedeutende Lebensbereiche (Erziehung, Arbeit und Beschäftigung, Wirtschaftliches Leben)
- Gemeinschafts-, soziales und staatsbürgerliches Leben

Für jeden Bereich wurden Beurteilungsmerkmale festgelegt, die jeweils hinsichtlich der Konstrukte Leistung (Durchführung von Aufgaben in der gegenwärtigen, tatsächlichen Welt) und Leistungsfähigkeit (Kapazität, höchstmögliches Funktionsniveau in einer standardisierten Umwelt, z. B. Test) auf einer fünfstufigen Skala eingeschätzt werden ("Problem nicht vorhanden" bis "Problem voll ausgeprägt").
Eine Diskrepanz ist Anhaltspunkt für den Einfluss von Umweltfaktoren (z. B. wenn ein HIV-Kranker aufgrund der sozialen Stigmatisierung nicht arbeiten kann, obwohl er keine Schädigung aufweist und voll leistungsfähig ist).

### 2. Kontextfaktoren

#### Umweltfaktoren
Beschrieben werden hier äußere Einflüsse auf Funktionsfähigkeit und Behinderung. Das ICF liefert eine umfassende Liste von Umweltfaktoren, die nach Bereichen gegliedert und jeweils nach der Nähe zum Individuum (unmittelbare Umwelt bis entferntere Umwelt) geordnet sind.
Die in der ICF klassifizierten Bereiche sind:
- Produkte und Technologien
- Natürliche und vom Menschen veränderte Umwelt
- Unterstützung und Beziehungen
- Einstellungen
- Dienste, Systeme und Handlungsgrundsätze

Für jeden Umweltfaktor soll (auf einer fünfstufigen Skala von "nicht vorhanden" bis "voll ausgeprägt") angegeben werden, inwieweit er eine Barriere oder ein Förderfaktor aus Sicht des Individuums ist.

#### Personenbezogene Faktoren
Hier sollen "innere" Einflüsse auf Funktionsfähigkeit und Behinderung beschrieben werden, d. h. Einflüsse von Merkmalen der Person, die selbst nicht Teil des Gesundheitsproblems oder -zustands sind (z. B. Geschlecht, ethnische Zugehörigkeit, Alter, andere Gesundheitsprobleme, Fitness, Lebensstil, Gewohnheiten, Erziehung, Bewältigungsstile, sozialer Hintergrund, Bildung und Ausbildung, Beruf sowie vergangene oder gegenwärtige Erfahrungen/Ereignisse, allgemeine Verhaltensmuster und Charakter, individuelles psychisches Leistungsvermögen).

## Vorgeschichte
Die ICF erweiterte mit ihrem ressourcenorientierten biopsychosozialen Ansatz die erste bereits 1980 von der WHO erstellte medizinische Klassifikation von Behinderungen, die ICIDH (International Classification of Impairments, Disabilities and Handicaps), welche auf dem Krankheitsfolgenmodell, einem störungs- und defizitorientierten Ansatz, beruhte. Mit ICIDH-2 wurden Arbeitsentwürfe zur ICF bezeichnet.
Die ICIDH unterschied die Begriffe
- Impairment (Schädigung),
- Disability (Fähigkeitsstörung) und
- Handicap (soziale Beeinträchtigung).

In der ICF wurde der Begriff Handicap aufgegeben, und der Begriff Disability (jetzt: Behinderung) als Oberbegriff für alle drei Aspekte (Körper, Individuum und Gesellschaft) eingeführt.

## Gesetzliche Verankerung
Das Neunte Buch Sozialgesetzbuch (SGB IX, Rehabilitation und Teilhabe behinderter Menschen) nimmt Teile der ICF auf. Die "Richtlinien über Leistungen zur medizinischen Rehabilitation" nach § 92 SGB V des Gemeinsamen Bundesausschusses basieren auf der ICF, wie ebenfalls die Gemeinsame Empfehlung nach § 13 Abs. 1, S. 2 SGB IX i. V. m. § 26 Abs. 2 Nr. 7 SGB IX für die Durchführung von Begutachtungen der Bundesarbeitsgemeinschaft für Rehabilitation.
Die ICF wurde im deutschen Schwerbehindertenrecht bislang noch nicht umfassend umgesetzt. Mit dem Bundesteilhabegesetz (in Kraft treten insbesondere zum 1. Januar 2018 und 1. Januar 2020) erwartet der Gesetzgeber nunmehr, dass sich die künftigen Begutachtungsverfahren für Leistungen der Eingliederungshilfe an der ICF zu orientieren haben (§ 142 Abs. 1, S. 2 SGB XII, ab 1. Januar 2020 als § 121 SGB IX). Von den einzelnen Bundesländern wird dieser Auftrag in unterschiedlichem Maß umgesetzt.

## ICF im Rahmen der Pflege
In den Cinahl- und Pub Med-Datenbanken konnten keine Studien ausfindig gemacht werden, die im Kontext der Pflege eine Validierung der ICF durchgeführt haben. Heerkens u. a. 2003 kommen zu dem Ergebnis, dass, obwohl sich frühere und gegenwärtige Anwendungen der ICIDH oder ICF als wertvoll erweisen, derzeit der erforderliche Grad an Detaillierung nicht existiert, um Pflege abzubilden. Es gibt einige Studien und Fachaufsätze, die sich mit der Anwendung der ICF im Kontext der Pflege beschäftigen so z. B. Bartholomeyczik u. a. 2006 oder van Grunsven u. a. 2006. In den Studien werden unterschiedliche Problemstellungen aufgezeigt.
Die Autoren Boldt u. a. diskutieren in ihrer Studie folgende zentrale Nutzungseinschränkungen der ICF. Potentielle Pflegeprobleme können durch die derzeitigen Qualifiers der ICF nicht abgebildet werden. Die Abbildung von potentiellen Pflegeproblemen sind aber ebenfalls eine zentrale Grundlage pflegerischen Handelns. Ebenso können die Ressourcen der Patienten nicht über die ICF abgebildet werden. Dieses sind ebenfalls zentrale Elemente der Pflegedokumentation. In der Studie von Heinen u. a. z. B. wurden Pflegediagnosen mit Kennzeichen, Ursachen von anonymen Patientenakten entnommen und in ICF-Kategorien überführt. Die Übereinstimmung der Agreements betreffend der passenden ICF-Komponenten wurde als moderat beschrieben. Die Agreements zwischen den „3-digit level“ der Codes dagegen waren gering. Insgesamt konnten weniger als 7–11 % der Items nicht über die ICF abgebildet werden. Schwierig wurde es erlebt, ein Agreement zu finden, wenn die Pflegediagnosen eine Kombination von z. B. Aktivität und Körperfunktionen beinhalten. Es wird die Frage gestellt, ob diese Unterscheidungen für die pflegerische Abbildung von Patientenzuständen sinnvoll ist. Es zeigt sich, dass der ICF nicht für die Pflege entwickelt wurde und erklärt damit die Schwierigkeiten bei der Nutzung der ICF für die Abbildung von Pflegediagnosen. Es stellt sich die Frage, ob die ICF im Kontext der Pflege nicht eher als Eingangsassessment verstanden werden sollte und auf Grundlage dieser Informationssammlung Pflegende zu ihrer Pflegediagnose kommen.
Es existieren derzeit keine Linkings mit Pflegezielen/Outcomes und Pflegemaßnahmen. Allerdings stellen Boldt u. a. in einem post-akuten Rehabilitations-Setting fest, dass die ICF grundsätzlich mit den Pflegemaßnahmen und Zielen verknüpft werden könnte. Die meisten Validierungsarbeiten, bezogen auf die ICF, wurden aus der Perspektive anderer Berufsgruppen durchgeführt z. B. In diesen Studien wird deutlich, dass die ICF noch nicht in allen Bereichen vollständig ist.
Beispiel einer Pflegedokumentation
Zur Einschätzung des Abstraktionsgrades und Reflexion der Einsatzmöglichkeiten der ICF-Formulierungen zur Pflegeprozessdokumentation ein Beispiel:
Kapitel 5: Selbstversorgung
d510 Sich waschen
d5100 Körperteile waschen
Zur Reinigung seiner Körperteile, wie Hände, Gesicht, Füße, Haare oder Nägel, Wasser, Seife und andere Substanzen zu verwenden
d5101 Den ganzen Körper waschen
Zur Reinigung seines ganzen Körpers Wasser, Seife und andere Substanzen zu verwenden, wie baden oder duschen
Beurteilungsmerkmale:
Mit Hilfe der Beurteilungsmerkmale lässt sich das Ausmaß eines Problems beschreiben. So könnte eine Pflegeperson z. B. ein Selbstfürsorgedefizit im Bereich der Körperpflege wie folgt beschreiben:
d5101 Den ganzen Körper waschen mit dem Beurteilungsmerkmal "Problem erheblich ausgeprägt"

## ICF für Kinder und Jugendliche
Die ICF-CY (International Classification of Functioning, Disability and Health for Children and Youths, Deutsch „Internationale Klassifikation der Funktionsfähigkeit, Behinderung und Gesundheit bei Kindern und Jugendlichen“) ist eine von der WHO im Jahr 2007 veröffentlichte spezielle Version der ICF, um diese auf die Bedürfnisse von Kindern und Jugendlichen zu erweitern. Es soll vor allem das Zusammenspiel zwischen Umwelt und kindlicher Funktionsfähigkeit abgebildet werden. Der Fokus liegt zudem auf den Umgebungsfaktoren, die Phasen der kindlichen Entwicklung, die Verständlichkeit für Eltern und Erzieherinnen sowie die für die jeweiligen Altersgruppen relevanten Aktivitätsbereiche.